# Montigny-en-Morvan
Montigny-en-Morvan är en kommun i departementet Nièvre i regionen Bourgogne-Franche-Comté i de centrala delarna av Frankrike. Kommunen ligger i kantonen Château-Chinon (Ville) som tillhör arrondissementet Château-Chinon (Ville). År 2022 hade Montigny-en-Morvan 297 invånare.

## Befolkningsutveckling
Antalet invånare i kommunen Montigny-en-Morvan
| Referens: INSEE |